# منتخب السويد لكرة قدم الصالات
منتخب السويد لكرة قدم الصالات (بالسويدية: Sveriges herrlandslag i futsal)‏ هو ممثل السويد الرسمي في المنافسات الدولية في كرة الصالات
.